# ジェネストリーム
株式会社ジェネストリーム（英: Genestream, Inc.）は、東京都世田谷区に本社を置き、ビジネスアプリを開発・提供する日本のソフトウェア企業である。

## 概要
社名は、genesis(創造する)とstream(流れ)を合わせた造語に由来し、「新しい物を創り出し続ける」という思いを示す。「ビジネスマンの1日を30分増やす」をコンセプトとする。

## 沿革
- 2012年3月1日00 - 会社設立
- 2013年5月7日00 - Cu-hackerリリース[3]
- 2013年6月3日00 - Cu-hackerがモバイルブラウザに対応[3]
- 2014年5月30日0 - Cu-hackerのiOSアプリがリリース[4]
- 2014年10月9日0 - Suica-hackerリリース[5]
- 2014年12月25日 - Store-hackerリリース[6]

## 開発ソフトウェア
開発・提供しているソフトウェアとして以下がある。
Cu-hacker(クウハッカー)
アポイントメントのスケジュールを素早く入れることが出来るiOSアプリおよびウェブサービス。空いている日時の候補を示し、相手に送信することで相手が候補から日時を決定するという形をとる。GoogleカレンダーやiPhone内蔵のカレンダーアプリと同期を取る仕組みで、ブラウザ版は多情報・省力化の工夫が施されて、iOSアプリはシンプルな作りとなっている。誠Biz.IDによるテストでは、Googleカレンダーによる日時決定に比べ、1対1での日時決定は3.6倍、対人数での日時決定は2.4倍早くなったとしている。2014年現在は無料で提供されているが、法人向けの有料サービスも視野に入れており、日本国外への対応の予定もある。
Suica-hacker
SuicaやPASMOをスマートフォンにかざすことで利用記録を取り込み、リストを作成できるAndroidアプリ。CSVファイルでの保存は月額課金制となっている。カレンダー上の予定と交通費を紐付けることもできる。家計簿サービスや会計管理サービスとの連携も検討されている。
Store-hacker(ストアハッカー)
Google PlayへAndroidアプリの申請を行う前にアプリアイコン、タイトル、説明文、スクリーンショットがどのように表示されるか、確認できるAndroidアプリ。3パターンの比較を行うことも出来る。